# CHC Helikopter Service
CHC Helikopter Service es la filial noruega de la empresa canadiense CHC Helicopter. La actividad principal de la compañía son los vuelos operados desde Noruega a las plataformas petrolíferas en el Mar del Norte. Se estableció en 1956, y tiene su base principal en el aeropuerto de
Stavanger, pese a que también opera desde otros aeropuertos noruegos. Con una flota de 28 aeronaves, es la mayor empresa operadora de helicópteros de Noruega.